# Arctic Cat

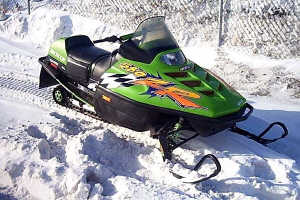
En Arctic Cat ZR 580

Arctic Cat är en amerikansk tillverkare av snöskotrar och fyrhjulingar. Det tillverkas också skoteroveraller under märket.

## Snöskotrar
Arctic Cat snöskotrar har tillverkats sedan 1962 med uppehåll 1982, då företaget gick i konkurs enligt chapter 11. Företaget omstrukturerades och tillverkar snöskotrar än idag. 
Märket har varit först med många saker inom snöskotertekniken, t.ex.:
- slide-boggie som är standard på alla snöskotrar än idag
- aluminiumchassi som var standard på alla snöskotrar tills plastbaljorna kom
- glasfiberförstärkta skenor i mattan
- direktdrift
- plastbaljor som i princip är standard på alla snöskotrar av idag
- batterilös bränsleinsprutning
- fyrtaktsteknik
- A-arms framvagn som idag är standard på alla snöskotrar
- Diamond Drive transmission, direktverkande kugghjul utan kedjedrift

### Modeller
- Arctic Cat Modell 100 1963–1967
- Arctic Cat Pantera
- Arctic Cat Prowler 1989–1995
- Arctic Cat Firecat serien
- Arctic Cat Crossfire serien 2007–2011
- Arctic Cat Thundercat 1993–2001
- Arctic Cat Cheetah
- Arctic Cat XF serien
- Arctic Cat M serien
- Arctic Cat Norseman